# Локалита Санта Спина (Кротоне)
Локалита Санта Спина је насеље у Италији у округу Кротоне, региону Калабрија.
Према процени из 2011. у насељу је живело 6 становника. Насеље се налази на надморској висини од 629 м.